# Martin Dúbravka
Martin Dúbravka (phát âm tiếng Slovak: [ˈmartin ˈduːbrawka] ; sinh ngày 15 tháng 1 năm 1989) là một cầu thủ bóng đá chuyên nghiệp người Slovakia hiện đang chơi ở vị trí thủ môn cho câu lạc bộ Newcastle United tại Premier League và Đội tuyển bóng đá quốc gia Slovakia .
Sau khi chơi ở các giải bóng đá hàng đầu của Slovakia, Đan Mạch và Séc, Dúbravka gia nhập câu lạc bộ Anh Newcastle United vào tháng 1 năm 2018, ban đầu theo dạng cho mượn. Anh đã giành được danh hiệu Cầu thủ xuất sắc nhất của câu lạc bộ trong mùa giải 2019–20.